# 535
Cette page concerne l'année 535  du calendrier julien. Pour l'année 535 av. J.-C., voir 535 av. J.-C. Pour le nombre 535, voir 535 (nombre).
L'année 535 est une année commune qui commence un lundi.

## Évènements
- Février : possible relation de l'explosion du volcan Krakatoa dans le Pararaton, ou Livre des Rois, manuscrit javanais des XVe – XVIe siècles. Elle serait à l'origine du changement climatique de 535-536, constaté par le byzantin Procope de Césarée et avéré par la dendrochronologie[1],[2].
- 30 avril : Théodat, le nouveau roi des Ostrogoths fait arrêter puis étrangler sa femme la reine Amalasonte, la fille de Théodoric le Grand[3]. L'assassinat d'Amalasonte déclenche une guerre civile et donne un prétexte à Justinien pour son invasion prévue de l'Italie[4].
- 13 mai : début du pontificat d'Agapet Ier (fin en 536)[5].
- 5 juin : mort du patriarche de Constantinople Épiphane[6].
  - Justinien, sous l’influence de sa femme Théodora, se montre tolérant pour les monophysites et permet à l’un d’entre eux, Anthime, de devenir patriarche de Constantinople. Théodose est élu en février à Alexandrie, où une émeute est suivie d’un schisme entre Sévériens et Julianistes. Le pape réagit immédiatement, se rend à Constantinople (2 février 536), où il détermine Justinien à faire déposer les deux patriarches hétérodoxes et à expulser les monophysites de la ville[4].
- Juin : prise de Salone. Le général byzantin Mundus prend la Dalmatie aux Ostrogoths[7]. Justinien sollicite l’appui des Mérovingiens contre les Ostrogoths[8].
- 8 novembre: ouverture à Arvernis (future Clermont, auj. Clermont-Ferrand) du premier Concile de Clermont, avec la participation de quinze évêques, dont Césaire d'Arles, Nizier, évêque de Trèves et Ilère, évêque de Mende. Seize décrets y ont été pris, notamment le second canon qui rappelle que la dignité épiscopale, le fait de devenir évêque, doit être accordée en fonction des mérites et non à la suite d'intrigues. Il y est en outre décidé que les Juifs ne peuvent devenir juges. La troisième version de la règle des Pères est publiée[9].
- 31 décembre : Bélisaire occupe Syracuse[10]. Début de la Guerre des Goths : Bélisaire commence la conquête du royaume Ostrogoths par l'occupation de la Sicile et la prise de Palerme[4].

- Victoires byzantines en Afrique contre les Berbères dans la plaine de Mamma et sur le mont Burgaon. Solomon, successeur de Bélisaire, vient à bout de la révolte des Berbères de Iabdas et Cutzinas, mais les troupes se révoltent et Bélisaire doit revenir en Afrique pour redresser la situation (536)[11]. Procope mentionne l'alliance entre le roi de l'Aurès Iaudas et Mastinas, chef des barbares de Maurétanie, pour évincer Ortaïas, un autre chef berbère, des terres qu’ils occupent depuis longtemps[12].

- Introduction officielle du bouddhisme au royaume du Silla en Corée[13].

## Naissances en 535
- Zhen Luan (mort en 566), mathématicien et astronome chinois.

## Décès en 535
- 8 mai : Jean II, pape[5].
- Amalasonthe, reine des Ostrogoths.
- Timothée IV, patriarche d'Alexandrie[14].